# Stratiomyini
Stratiomyini – plemię muchówek z rodziny lwinkowatych i podrodziny Stratiomyinae.
Muchówki te mają ciała od małych do stosunkowo dużych rozmiarów. Zbudowane są tężej niż Prosopochrysini. Biczyk czułków mają złożony z sześciu członów, z których ostatni pozbawiony jest aristopodobnych przydatków. Od Oxycerini różnią się obecnością żyłki poprzecznej bazymedialno-kubitalnej w użyłkowaniu skrzydeł. Wiele gatunków upodabnia się do os lub pszczół.
Klasyfikuje się je w rodzajach:
- Afrodontomyia James, 1940
- Alliocera Saunders, 1845
- Anopisthocrania Lindner, 1935
- Anoplodonta James, 1936
- Catatasis Kertesz, 1912
- Chloromelas Enderlein, 1914
- Crocutasis Lindner, 1935
- Cyrtopus Bigot, 1883
- Dischizocera Lindner, 1952
- Gongroneurina Enderlein, 1933
- Hedriodiscus Enderlein, 1914
- Hoplitimyia James, 1934
- Metabasis Walker, 1851
- Nyassamyia Lindner, 1980
- Odontomyia Meigen, 1803
- Oplodontha Rondani, 1863
- Pinaleus Bezzi, 1928
- Promeranisa Walker, 1854
- Psellidotus Rondani, 1864
- Rhingiopsis Roder, 1886
- Scapanocnema Enderlein, 1914
- Stratiomyella James, 1953
- Stratiomys Geoffroy, 1762
- Systegnum Enderlein, 1917
- Zuerchermyia Woodley, 2001
- Zulumyia Lindner, 1952